# Мелеан, Алехандро
Алехандро Мелеан Вильяроэль (исп. Alejandro Meleán Villarroel; родился 16 июня 1987 года, Майами, США) — боливийский футболист, защитник клуба «Хорхе Вильстерманн» и сборной Боливии.

## Клубная карьера
Мелеан начал карьеру выступая за футбольную команду Колледжа Святого Креста. После окончания учёбы он получил несколько предложений от клубов своей исторической родины. В начале 2010 года Алехандро подписал контракт с командой «Ла-Пас». 18 апреля в матче против «Хорхе Вильстреманн» он дебютировал в чемпионате Боливии. 17 октября в поединке против «Блуминга» Мелеан забил свой первый гол за «Ла-Пас». В начале 2011 года он перешёл в «Ориенте Петролеро». 18 января в матче против своего бывшего клуба «Ла-Пас» Алехандро дебютировал за новый клуб. 28 августа в поединке против «Реал Маморе» Мелеан забил свой первый гол за «Ориенте Петролеро». В составе клуба он дважды завоёвывал серебряные медали чемпионата.
Летом 2016 года Алехандро перешёл в «Спорт Бойз Варнес». 13 августа в матче против «Реал Потоси» он дебютировал за новую команду. 3 ноября в поединке против «Насьоналя» Мелеан забил свой первый гол за «Спорт Бойз Варнес».
Летом 2017 года Алехандро присоединился к «Хорхе Вильстерманн». 29 июля в матче против «Университарио Сукре» он дебютировал за новый клуб. 9 февраля 2018 года в поединке Кубка Либертадорес против своего бывшего клуба «Ориенте Петролеро» Мелеан забил свой первый гол за «Хорхе Вильстерманн».

## Международная карьера
16 октября 2012 года в отборочном матче чемпионата мира 2014 против сборной Уругвая Мелеан дебютировал за сборную Боливии.
В 2016 году в составе сборной Алехандро принял участие в Кубке Америки в США. На турнире он сыграл в матчах против команд Панамы, Чили и Аргентины.